# Katja Adler
Katja Adler (nascida a 20 de maio de 1974) é uma política alemã do Partido Democrático Liberal.

## Carreira política
Na eleição federal alemã de 2021, Adler contestou sem sucesso uma representação pelo círculo de Hochtaunus, contudo foi eleita para o Bundestag na lista estadual. No parlamento, Adler tem servido na Comissão dos Assuntos da Família, Idosos, Mulheres e Juventude.